# Richard-William Lamb
Richard-William „Fatty“ Lamb (* 26. Dezember 1907 in Melbourne; † 1974) war ein australischer Radrennfahrer.
1928 wurde Richard-William Lamb Australischer Straßenmeister der Amateure. Zuvor hatte er zwei Testrennen, die als Einzelzeitfahren ausgetragen wurden, gewonnen. Obwohl diese Rennen als Qualifikation für die Olympischen Spiele 1928 in Amsterdam gedacht war, wurde er nicht nominiert. Daraufhin wurde er Profi. 1928 gewann er das „Great Austral Wheelrace“, das älteste Radrennen der Welt, das heute noch ausgetragen wird. 1930 und 1932 wurde er Australischer Meister im Straßenrennen der Profis. Ebenfalls 1932 gewann er das Sechstagerennen von Brisbane gemeinsam mit Jack Standen.
„Fatty“ Lamb wurde von Hubert Opperman eingeladen, mit ihm nach Europa zu fahren, um dort und auch in den USA Rennen zu fahren. 1931 nahm er gemeinsam mit diesem an der Tour de France teil und wurde 35 und Letzter. In jenem Jahr startete er auch als Steher beim Grand Prix de Marseille und stellte einen neuen Bahnrekord auf. Zurück in Australien stellte er auf der Radrennbahn von Melbourne einen neuen Steher-Rekord auf einem speziell von ihm selbst entworfenen Rad auf und brach damit den alten Rekord von Opperman. Er legte 1933 als erster Australier hinter einem Schrittmacher in einer Stunde mehr als 60 Meilen (60 Meilen und 575 Yards) zurück.
Lamb gewann zudem nationale Titel im Sprint in Australien wie in Neuseeland.